# Brennus (segle IV aC)
|  | No s'ha de confondre amb Brennus (segle III aC). |

Brennus o Brennos (en llatí Brennus) va ser el dirigent dels gals que l'any 390 aC van creuar els Apennins i van assolar el centre i sud d'Itàlia, ocupant fins i tot Roma. El seu nom real era probablement Brenhin o Bran, però només el nom llatí és conegut. La major part dels seus guerrers eren sènons.

## Fons
Els Sènons eren una tribu gal·la originària de la part de França actualment coneguda com Seine-et-Marne, Loiret i Yonne, que s'havia expandit per ocupar el nord d'Itàlia. Cap a l'any 400 aC, una branca dels Sènons va travessar els Alps i, després d'haver expulsat els umbris, es va establir a la costa oriental d'Itàlia des d'Arimínum fins a Ancona, a l'anomenat Ager Gallicus, i va fundar la ciutat de Sena Gallica (actual Senigallia), que es va convertir en la seva capital.
L'any 391 aC, van envair Etrúria i van assetjar Clúsium. Els clusinencs van apel·lar a Roma. Quint Fabi Ambust i els seus dos germans van ser enviats a negociar amb els gals. Suposadament, van trencar el seu jurament de neutralitat participant en hostilitats fora de Clúsium. Titus Livi i Plutarc diuen que els sènons van marxar a Roma per exigir la retribució per això.
És possible que tota la història dels esdeveniments de Clúsium sigui ficció, ja que Clúsium no tenia cap motiu real per demanar ajuda a Roma, i els gals no necessitaven cap provocació real per saquejar Roma. La història, segons la hipòtesi, existeix per proporcionar una explicació per a un atac d'una altra manera sense motivació a Roma, i per representar Roma com un baluard d'Itàlia contra els gals.[2] Alternativament, s'ha teoritzat [per qui?] que Brennus treballava en concert amb Dionisi el Vell, tirà de Siracusa, que pretenia controlar tota Sicília. Roma tenia una forta lleialtat amb Messana, una petita ciutat estat al nord-est de Sicília, que Dionisi volia controlar. L'exèrcit de Roma s'amortitzava pels esforços de Brennus, qui ajudaria a la campanya de Dionisi.

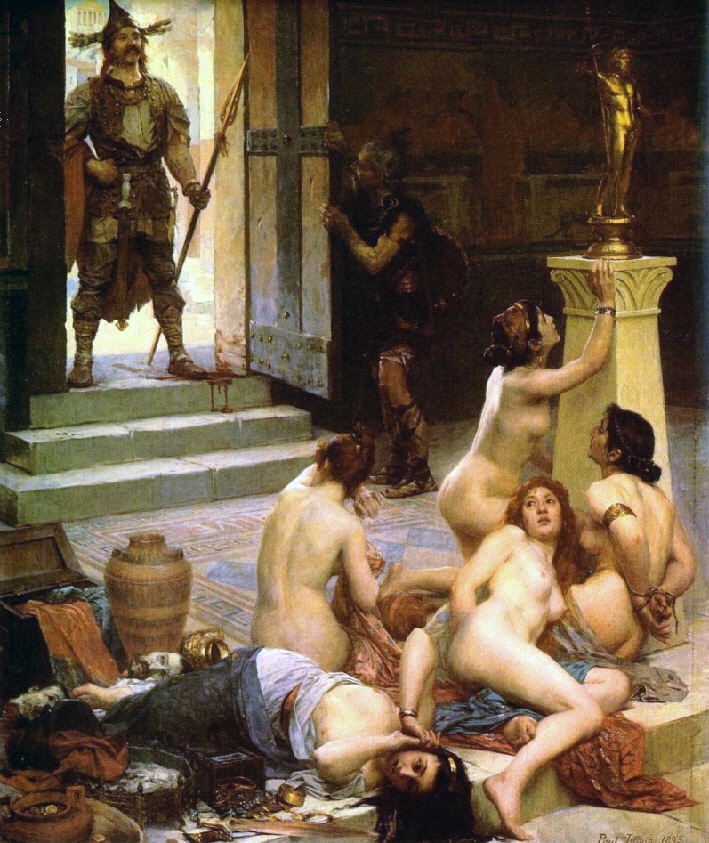
Le Brenn et sa part de butin ("Brennus i la seva part del botí", també conegut com: "Botí de la batalla"), de Paul Jamin, 1893.

## Atac a Roma
Després de creuar els Apennins va atacar Clúsium sense èxit. La vall del Clanis li va permetre baixar cap al Tíber, que va creuar, passant pel país dels sabins i avançant per la via Salària cap a Roma. Disposava d'uns 70.000 homes, segons Diodor de Sicília.
Es va trobar amb l'exèrcit romà a la batalla de l'Àl·lia (Allia) amb uns 40.000 homes. Brennus, en una gran maniobra, va carregar sobre l'ala dreta romana i la va arrasar i després va derrotar l'ala esquerra. Tot seguit podia avançar cap a Roma indefensa, però va perdre unes hores matant els romans ferits i més tard els soldats es van embriagar i es van adormir i així van perdre tot l'endemà de la batalla, per la qual cosa els romans van poder assegurar el Capitoli.
El tercer dia va arribar a Roma, que tenia les portes obertes. 80 sacerdots i molts patricis van ser massacrats i la ciutat saquejada i cremada menys la part del Palatí, on Brennus va establir els seus quarters. Durant sis mesos va assetjar el Capitoli i va acabar reduint la guarnició i demanant 1000 lliures en peces d'or pel seu rescat. Segons la llegenda, durant la discussió sobre la precisió de les mesures utilitzades per pesar l'or destinat al rescat de Roma, Brennus llançà la seva espasa contra les balances i pronuncià la famosa amenaça Vae victis!, «Ai dels vençuts!».
Llavors van abandonar la ciutat amb el seu botí. L'orgull romà probablement va fer circular més tard que un grup dels gals va ser sorprès i aniquilat prop de Cere, grup en el qual fins i tot alguns situen a Brennus. Titus Livi fa aparèixer al darrer moment Marc Furi Camil amb un exèrcit romà, derrotant els gals per dues vegades (abans de la conquesta del Capitoli) matant Brennus i la major part dels seus homes, però probablement es tracta d'una revisió interessada de la història.

## Derrota
Una versió de la història afirma que la discussió sobre els pesos havia retardat tant els assumptes que el dictador exiliat Marc Furi Camil va tenir més temps per reunir un exèrcit, tornar a Roma i expulsar els gals, salvant tant la ciutat com el tresor, i li va dir a Brennus. , «Non auro, sed ferro, recuperanda est patria», que es tradueix com «no per or, sinó per ferro, es recuperarà la nació». Segons Plutarc, després d'un combat inicial pels carrers de Roma, els gals van ser expulsats primer de la ciutat, després completament aniquilats en un enfrontament regular a vuit milles fora de la ciutat a la carretera de Gabi. Camil va ser aclamat per les seves tropes com un altre Ròmul, pare del seu país «Pater Patriae» i segon fundador de Roma.
Titus Livi diu que els sènons que assetjaven el turó Capitolí estaven afectats per una malaltia i, per tant, es trobaven debilitats quan van prendre el rescat per a Roma. Això és plausible, ja que la disenteria i altres problemes de sanejament han incapacitat i matat un gran nombre de soldats de combat fins i fins als temps moderns.
Sili Itàlic afirma que els cavallers bois d'Hanníbal eren dirigits per un descendent de Brennus anomenat Crixus, que va caure a la batalla de Ticinus.

## A la cultura
- La Historia Regum Britanniae de Geoffrey de Monmouth representa Brennus amb el nom de Brennius.
- Una representació famosa és la pintura acadèmica Le Brenn et sa part de butin (1893) de Paul Jamin que mostra a Brennus mirant la seva part de botí (principalment dones captives nues) després del saqueig de Roma.
- El fantasma de Brennus sembla donar suport als britànics que lluiten contra Juli Cèsar a l'obra de l'era jacobea Fuimus Troes.
- Brennus va ser interpretat per Gordon Mitchell a la pel·lícula de 1963 Brennus, Enemy of Rome.
- Brennus i el saqueig de Roma dels Sènons apareixen a la novel·la històrica Roma de Steven Saylor (2007)
- Brennus és un líder jugable de la facció "Celts" a l'expansió de videojocs de 2001 Civilization III: Play the World.